# B.C. Astana
El B.C. Astana (en kazajo: Астана баскетбол клубы; en ruso: Баскетбольный клуб Астана; «Club de Baloncesto Astaná») es un club de baloncesto de Kazajistán que tiene de sede su capital, Astaná. El club kazajo juega en la liga doméstica, la D1, en la VTB United League desde el año 2011, el año de su fundación y en la tercera competición europea, la FIBA European Cup. Disputa sus encuentros en el Velódromo Saryarka, con capacidad para 9.270 espectadores.
El BC Astana forma parte del Club Deportivo Presidential Astana.

## Historia
El club fue fundado en el 2011 con el apoyo del Fondo Nacional de Bienestar. Es el club más fuerte de Kazajistán, gracias también a su poderío económico. El club reúne a los mejores jugadores de Kazajistán y a otros extranjeros.
El club se fue haciendo más popular gracias a su participación el la VTB League, derrotando a grandes equipos con pasado soviético, como los lituanos Lietuvos Rytas o el Zalgiris Kaunas, el ucraniano BC Budivelnyk, el letón VEF Riga o el Khimki Ruso.

## Temporada a temporada
| Temporada | Competición doméstica | Competición doméstica | Competición doméstica | Competición doméstica | Copa de Kazakhstan | Competiciones regionales | Competiciones regionales | Competiciones regionales | Competiciones europeas | Competiciones europeas | Competiciones europeas |
| Temporada | Nivel                 | Liga                  | Pos.                  | Postemporada          | Copa de Kazakhstan | Liga                     | Pos.                     | Resultado                | Nivel                  | Liga                   | Resultado              |
| --------- | --------------------- | --------------------- | --------------------- | --------------------- | ------------------ | ------------------------ | ------------------------ | ------------------------ | ---------------------- | ---------------------- | ---------------------- |
| 2011–12   | 1                     | KBC                   | 1                     | Campeón               | Campeón (x2)       | VTB                      | 7                        | —                        | DNP                    | DNP                    | DNP                    |
| 2012–13   | 1                     | KBC                   | 1                     | Campeón               | Campeón            | VTB                      | 5                        | 1R                       | DNP                    | DNP                    | DNP                    |
| 2013–14   | 1                     | KBC                   | 1                     | Campeón               | Campeón            | VTB                      | 5                        | 1R                       | DNP                    | DNP                    | DNP                    |
| 2014–15   | 1                     | KBC                   | 1                     | Campeón               | DNP                | VTB                      | 8                        | QF                       | 3                      | EuroChallenge          | T16                    |
| 2015–16   | 1                     | KBC                   | 2                     | Finalista             | DNP                | VTB                      | 15                       | —                        | 3                      | Europe Cup             | TR                     |
| 2016–17   | 1                     | KBC                   | 1                     | Campeón               | Campeón            | VTB                      | 8                        | QF                       | DNP                    | DNP                    | DNP                    |
| 2017–18   | 1                     | KBC                   | 1                     | Campeón               | Campeón            | VTB                      | 10                       |                          |                        | Asia Champions Cup     | Bronce                 |
| 2018–19   | 1                     | KBC                   | 1                     | Campeón               | Campeón            | VTB                      | 6                        | QF                       | DNP                    | DNP                    | DNP                    |
| 2019–20   | 1                     | KBC                   | 1                     | Campeón               | DNP                | VTB                      | 9                        |                          | DNP                    | DNP                    | DNP                    |
| 2020–21   | 1                     | KBC                   |                       |                       |                    | VTB                      |                          |                          |                        | Asia Champions Cup     |                        |

## Palmarés
- Liga Nacional de Kazajistán (11): 2011/12, 2012/13, 2013/14, 2014/15, 2016/17, 2017/18, 2018/19, 2019/20, 2020/21, 2021/22, 2022/23.

- Copa de Kazajistán (11):  2011, 2012, 2013, 2014, 2017, 2018, 2019, 2020, 2021, 2022, 2023.

- FIBA Asia Clubs Champions Cup:
  - Bronce: 2017

- FIBA West Asia Super League:
  - Bronce: 2023

## Jugadores destacados
| - Lukša Andrić - Andrija Žižić - Andreas Glyniadakis - Jānis Blūms - Goran Ćakić - Luka Drča - Nemanja Jaramaz - Ivan Paunić | - Justin Bailey - J'Covan Brown - Raheim Brown - Lemar Gayle - Armon Johnson - David Simon - Scott Wilson - Greer Wright | - Rašid Mahalbašić - Olaseni Lawal - Igor Milošević - Nik Caner-Medley - Eric Williams - Pat Calathes - Rawle Marshall - Brion Rush |